# Вышеславцев, Александр Васильевич
Александр Васильевич Вышеславцев (1779—1841) — русский военачальник, генерал-майор.

## Биография
Родился в 1779 году в дворянской семье Кирсановского уезда Тамбовской губернии.
На военной службе находился в лейб-гвардии Гусарском полку с 1797 года.
С 1808 года служил в Польском уланском полку, в котором с 1 июня 1815 года по 6 октября 1817 года был командиром в чине полковника.
Участвовал в русско-шведской войне 1808—1809 годов и Отечественной войне 1812 года. Был награждён Золотой саблей с надписью «За храбрость» (25.02.1813) и, за выслугу, орденом Св. Георгия 4-й степени (№ 3535; 16 декабря 1821). Также был награждён орденами Св. Владимира 3-й (25.02.1814) и 4-й степеней и Св. Анны 2-й степени (04.10.1812).
С 1835 года находился в отставке.
Умер в 1841 году.
Его дочь Юлия была замужем за действительным статским советником Николаем Павловичем Горбуновым.